# Dialoghista
Il dialoghista, chiamato anche adattatore dei dialoghi, è la figura professionale che, nel settore del doppiaggio, cura l'adattamento nella propria lingua di opere audiovisive e cinematografiche.
Tale processo consiste nel rendere i dialoghi comprensibili, fluidi, con il giusto ritmo e le necessarie pause, rispettando sia il significato letterale delle battute originali, sia la necessità di rendere i riferimenti del film comprensibili a pubblici di differenti culture, prestando inoltre attenzione alle parole di modo che si adattino il più possibile al labiale dell'attore che compare sullo schermo.